# The Midnight Sun
The Midnight Sun este episodul 75 al serialului american Zona crepusculară. A fost difuzat pe data de 17 noiembrie 1961 pe CBS.

## Prezentare

### Introducere
| “ | Cuvântul pe care doamna Bronson nu-l poate rosti în aerul fierbinte, stătut și umed este „condamnat”, deoarece oamenii pe care tocmai i-ați văzut tocmai au primit o condamnare la moarte. În urmă cu o lună, Pământul și-a schimbat brusc orbita și, din cauza acestei perturbări, a început treptat să se apropie, din clipă în clipă, zi după zi, de Soare. Și toate instrumente neînsemnate ale omului pentru a agita aerul nu mai reprezintă în prezent un lux - sunt doar încercări triste de supraviețuire. Ora este doisprezece fără 5 minute, miezul nopții. Nu mai există întuneric. Locul este New York și acesta este ajunul sfârșitului, unde miezul nopții este asemenea amiezii, cea mai fierbinte zi din istorie și sunteți pe cale să o petreceți în Zona crepusculară. | ” |

### Intriga
Orbita Pământului a fost perturbată⁠(d), iar planeta urmează să se lovească de Soare.
O artistă, Norma, și proprietara clădirii sale, doamna Bronson, sunt ultimii locuitori dintr-o clădire de apartamente din New York. Foștii lor vecini fie s-au mutat în nord pentru o clima mai răcoroasă, fie au încetat din viață din cauza temperaturilor extrem de ridicate. Deși este aproape de miezul nopții, temperatura este 110 °F (43 °C) și afară este însorit. Norma și doamna Bronson se sprijină reciproc, în timp ce viața din jurul lor se dezintegrează. Străzile sunt pustii, consumul de apă este limitat la o oră pe zi și curentul electric este deseori întrerupt. Hrana și apa sunt insuficiente, iar marea a secat. Un prezentator de radio anunță că poliția a părăsit orașul, cetățenii fiind nevoiți să se protejeze singuri împotriva jefuitorilor; în următorul moment se enervează și glumește că „poți prăji ouă pe trotuar și încălzi supa în oceane”. La scurt timp după, transmisiunea este întreruptă.
Pe măsură ce temperatura crește la 120 °F (49 °C), cele două femei sunt sleite de puteri. Norma își arde mâna pe pervazul ferestrei. Stresată, doamna Bronson devine instabilă, implorând-o pe Norma să picteze un tablou cu un peisaj de iarnă în loc picturilor obișnuite cu Soare și orașe în flăcări. Un hoț intră în clădire pe ușa de pe acoperiș, lăsată din greșeală deschisă de doamna Bronson. Cele două se ascund în apartamentul Normei. Hoțul le cere să-i permită să intre în apartament, dar Norma îl amenință cu un revolver și îl aud îndepărtându-se. În următorul moment, doamna Bronson descuie ușa, iar străinul pătrunde în interior, ia revolverul lui Norma și începe să le bea apa. Acesta le cere iertare, susținând că este un om cinstit înnebunit de căldură; aruncă arma și descrie moartea recentă a soției și nou-născutului său. Continuă să implore iertare până când Norma îl aprobă, apoi părăsește clădirea.
În încercarea de a o consola pe doamna Bronson, Norma îi prezintă o pictură în ulei a unei cascade situate deasupra unui iaz. Delirând, proprietara susține că poate simți răcoarea și picăturile de apă înainte de a muri de insolație⁠(d). Norma este șocată când temperatura depășește 130 °F (54 °C) și termometrul se sparge. Vopseaua de pe picturile în ulei ale Normei începe să se topească în fața ochilor ei; aceasta țipă și își pierde cunoștința.
În următoarea scenă ne este prezentat același apartament, iar pe fereastră se observă o ninsoare abundentă. Termometrul arată −10 °F (−23 °C) . Norma, ținută la pat de o febră ridicată, este îngrijită de un medic și de doamna Bronson. Ni se dezvăluie că întreg episodul a fost doar un vis febril; de fapt, Pământul se îndepărtează de Soare, iar locuitorii lumii mor de hipotermie.

### Concluzie
| “ | Polii fricii, două abordări extreme ale modului în care Pământul ar putea fi condamnat. Exercițiu minor de îngrijire și hrănire a unui coșmar, depus cu respect de toți observatorii de termometre în Zona crepusculară. | ” |